# Ahlmann-Gletscher
Der Ahlmann-Gletscher ist neben dem Lewis-Gletscher der südlichere zweier Gletscher, die in das Seligman Inlet an der Bowman-Küste des Grahamlands auf der Antarktischen Halbinsel münden.
Wissenschaftler der United States Antarctic Service Expedition (1939–1941) fotografierten ihn 1940 aus der Luft. Der Falkland Islands Dependencies Survey nahm 1947 eine geodätische Vermessung vor und benannte den Gletscher nach dem schwedischen Glaziologen und Geografen Hans Wilhelmsson Ahlmann (1889–1974).